# كمال باشا (لاعب كرة قدم)
كمال باشا (3 يوليو 1986 بإندونيسيا - ) هو لاعب كرة قدم إندونيسي في مركز حراسة المرمى. شارك مع منتخب إندونيسيا لكرة القدم. أما مع النوادي، فقد لعب مع Bogor Raya F.C. ‏ وPS Siak ‏.